# Kransveronika
Kransveronika (Veronicastrum virginicum) är en grobladsväxtart som först beskrevs av Carl von Linné, och fick sitt nu gällande namn av Oliver Atkins Farwell. Kransveronikan ingår i släktet kransveronikor och familjen grobladsväxter. 
Arten förekommer tillfälligt förvildad i Sverige, men reproducerar sig inte. Sitt naturliga utbredningsområde har den i centrala och östra Nordamerika.

## Bildgalleri

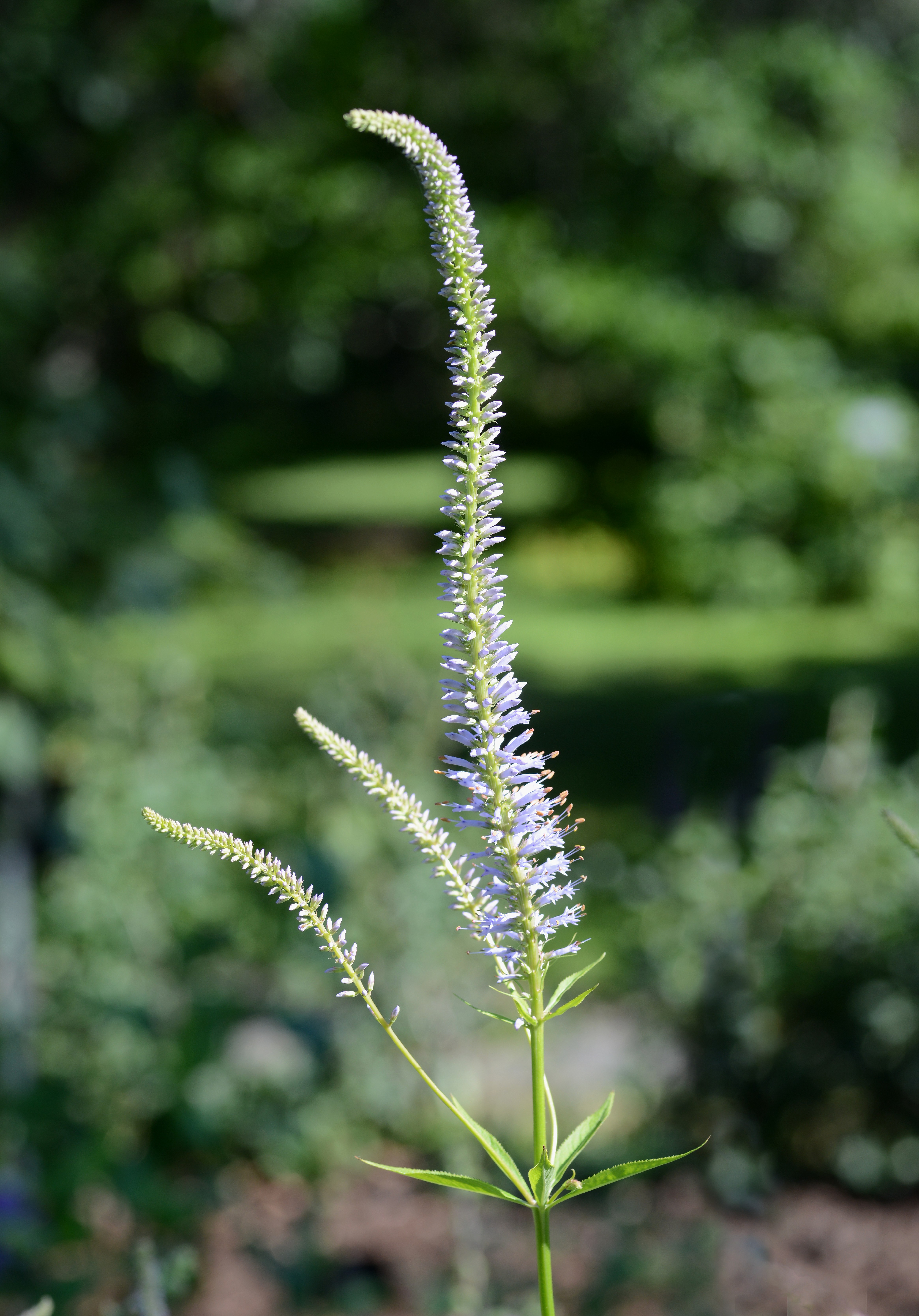
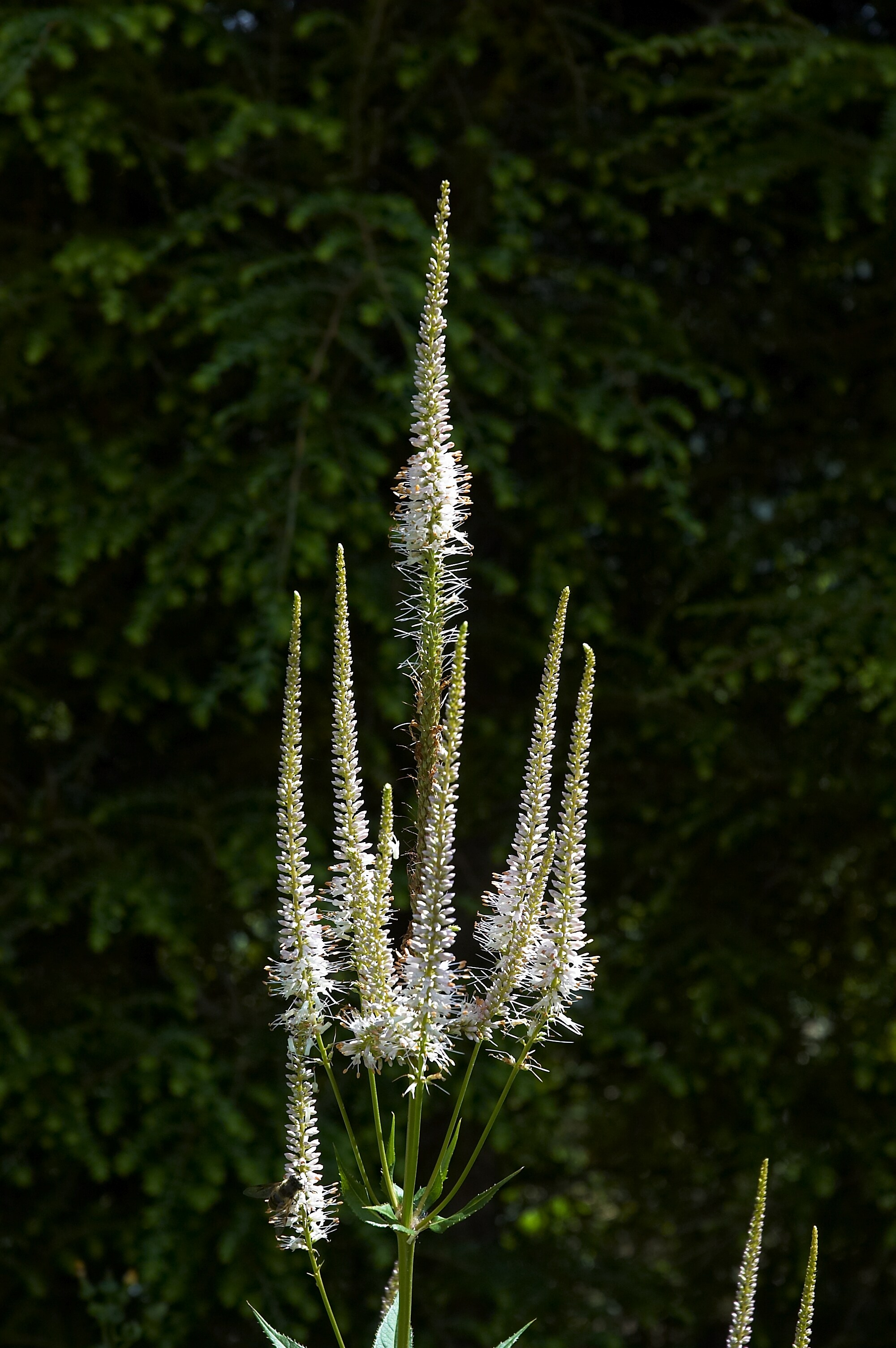
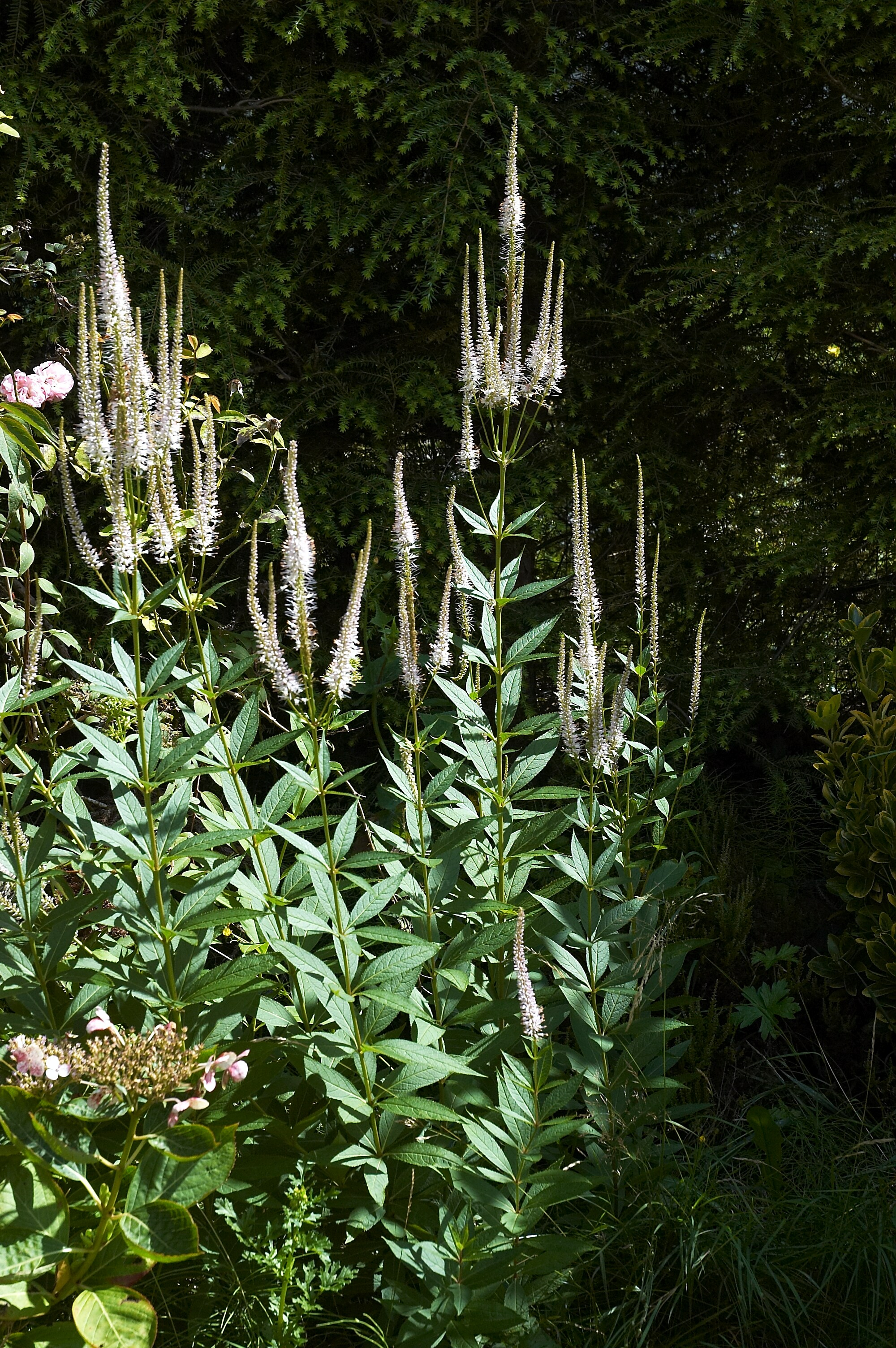
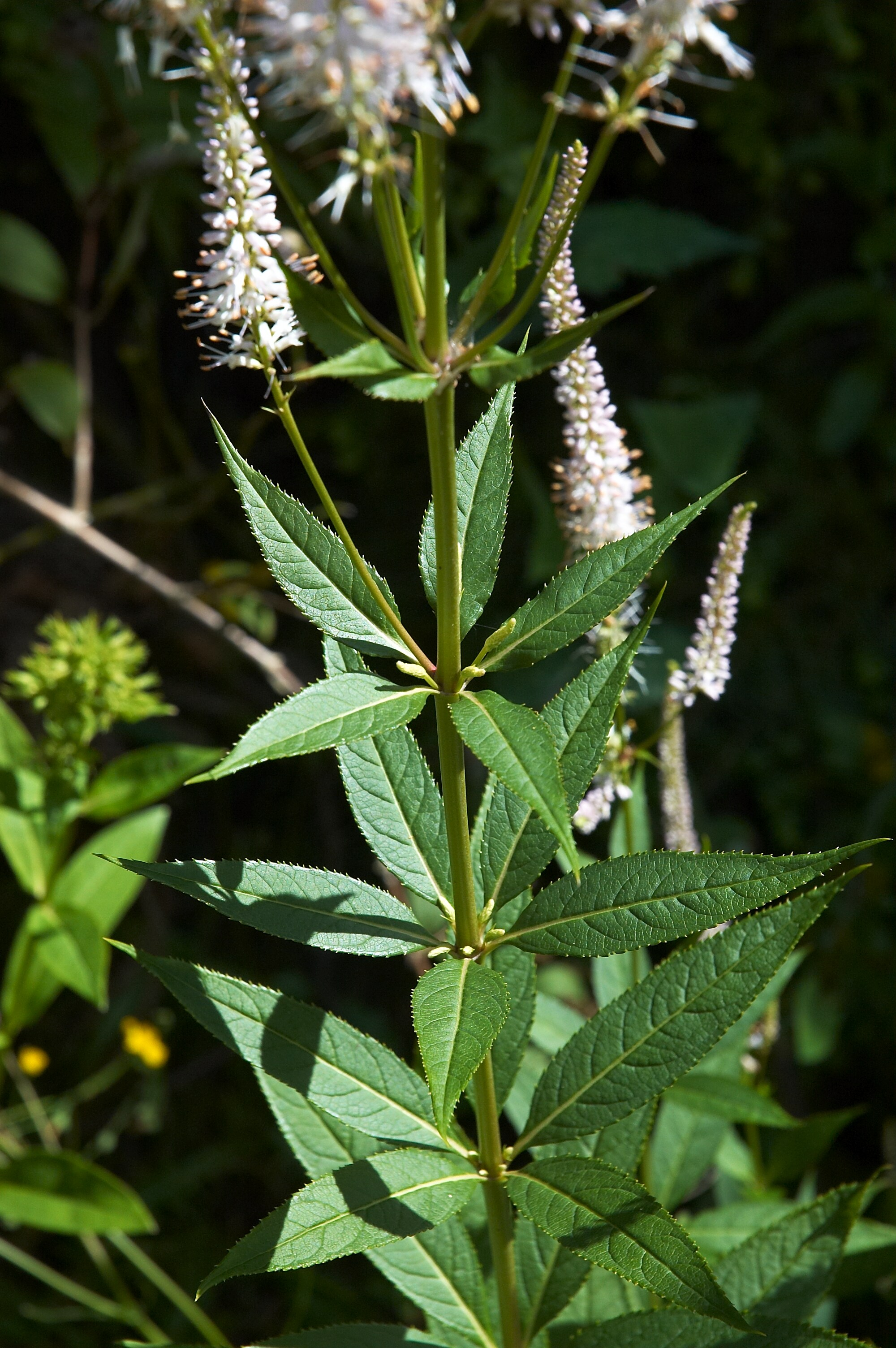
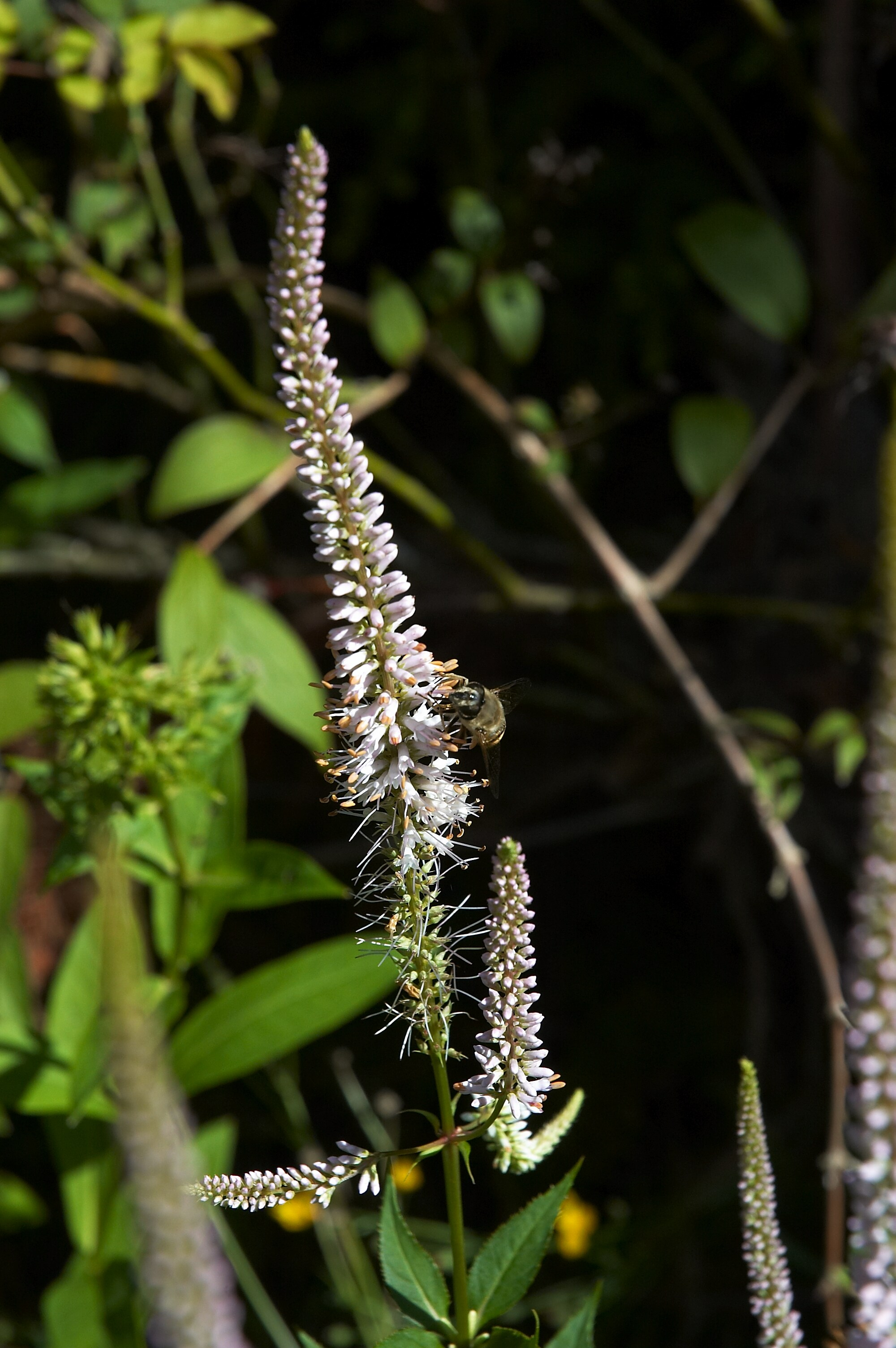
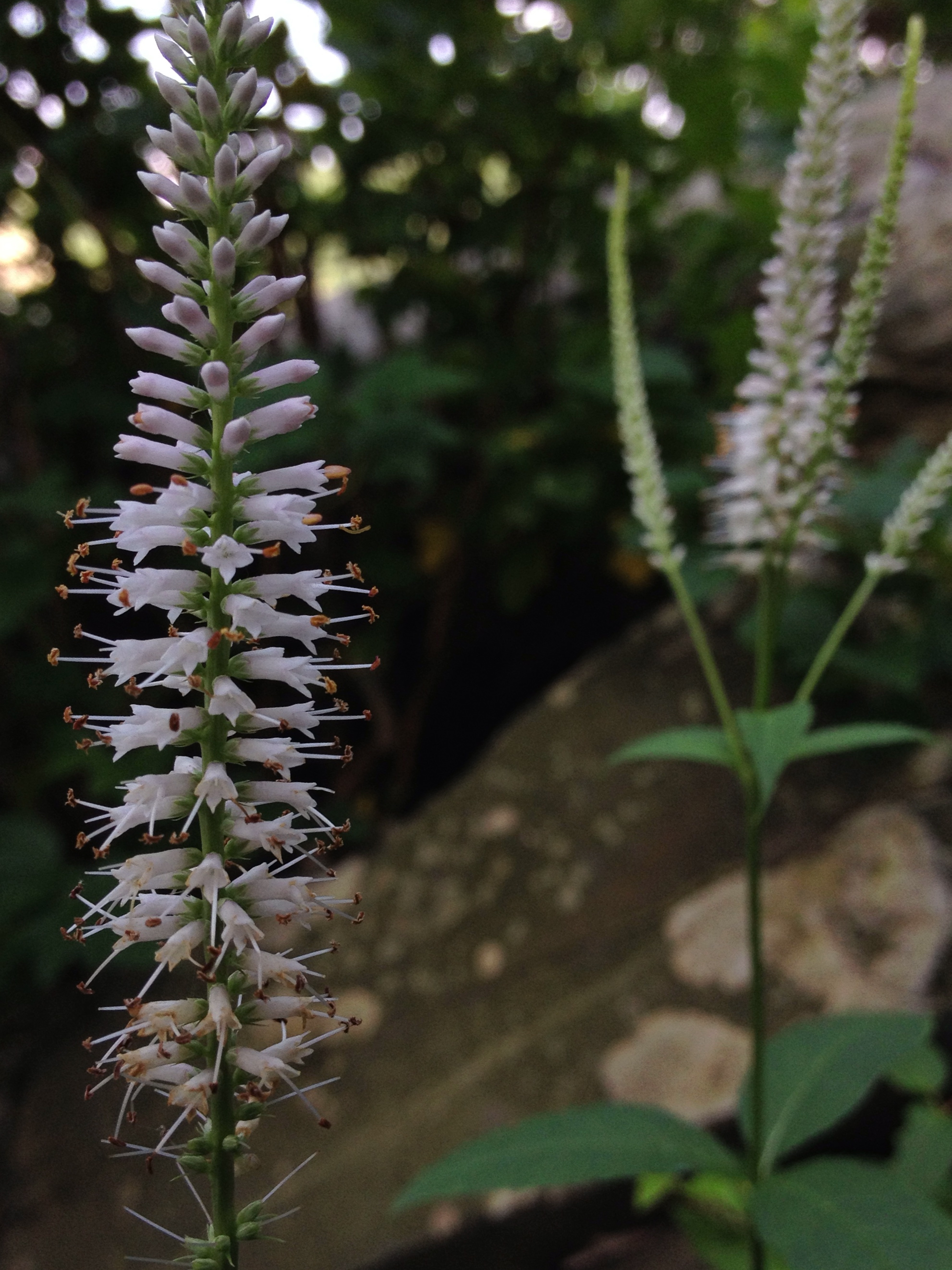